# Acanthogorgia paraspinosa
Acanthogorgia paraspinosa är en korallart som först beskrevs av Stiasny 1947.  Acanthogorgia paraspinosa ingår i släktet Acanthogorgia och familjen Acanthogorgiidae. Inga underarter finns listade i Catalogue of Life.